# Резиденция президента Казахстана (Алма-Ата)
Резиденция Президента Республики Казахстан (каз. Қазақстан Республикасының Президенттік Резиденциясы) — резиденция главы государства, находившаяся в городе Алма-Ата. Бывший памятник истории и культуры Казахстана республиканского значения.

## История
В 1979 году первый секретарь ЦК КПК Динмухамед Ахмедович Кунаев поручил построить в Алма-Ате филиал Музея им. В. И. Ленина, проект здания утверждал лично Кунаев.
Строительство началось в 1983 году.
В декабре 1986 года Кунаев был снят с поста первого секретаря, после чего строительство музея было приостановлено по предложению Председателя Совета Министров Казахской ССР. Готовность объекта на тот момент составляла 90 %.
В 1993 году строительство было возобновлено, но назначение здания поменялось: оно достраивалось как резиденция президента Казахстана. Окончание строительства датируется 1995 годом.
После переноса в 1997 году столицы Казахстана в Акмолу (ныне Астана) здание сохранило статус президентской резиденции и использовалось для обеспечения мероприятий с участием президента Казахстана и глав других государств во время их визитов в Алма-Ату.

### Поджог и последствия
5 января 2022 года в ходе антиправительственных выступлений здание резиденции было захвачено протестующими, которые совершили поджог: загнали на первый этаж здания автомобиль и подожгли его. В результате пожара и взрыва автомобиля были разрушены системы жизнеобеспечения здания и повреждены несущие конструкции второго этажа.
Исследованием нанесённых зданию повреждений занимались специалисты Казахстанского многопрофильного института реконструкции и развития (КазМИИР), которые пришли к выводу, что возможна замена повреждённых несущих конструкций без ущерба для безопасности и сейсмоустойчивости здания. 16 февраля 2022 года Управление делами Президента Республики Казахстан объявило, что резиденция подлежит полному восстановлению и должна быть восстановлена до конца года ввиду её исторического значения и необходимости для обеспечения мероприятий с участием президента Казахстана.
Однако 2 марта того же года пресс-секретарь президента Казахстана сообщил о решении Касым-Жомарта Токаева снести резиденцию и на этом месте разбить сквер. 16 марта вышел документальный фильм о резиденции «Восстановлению не подлежит», подготовленный телерадиокомплексом президента, в котором управляющий делами президента Айбек Дадебаев пояснил, что резиденция разрушена серьезнее, чем казалось: повреждены несущие конструкции, пришли в негодность инженерные коммуникации, стоимость работ по восстановлению здания составило бы более 30 млрд тенге. После восстановления резиденция прослужила бы не более 20 лет.
4 ноября 2022 года казахстанский портал Informburo сообщил, что: «работы по сносу завершены на 96%, осталось лишь вывезти строительный мусор и рекультивировать земельный участок. Работы окончательно планируют завершить до конца ноября 2022 года. Акимат намерен объединить территорию резиденции с прилегающим сквером и разбить полноценный парк для отдыха горожан». Ранее, 20 октября аким Алматы Ерболат Досаев сообщил, что президент одобрил подход к концепции городского парка на месте резиденции.

## Архитектура
Главный архитектор К. Ж. Монтахаев; архитекторы: С. К. Баймагамбетов, К. А. Нурмамбетов, О. Е. Цой. Конструктор Т. Ч. Алпысбаев.
Здание проектировалось как монументальное сооружение, большепролётное покрытие которого опиралось на четыре угловые железобетонные объёмно-конструктивные опоры. Такое конструктивно-пространственное решение резиденции обеспечило свободу для работы с архитектурой фасадов и гибкость внутренней многоуровневой планировочной структуры. В архитектурно-образной семантике здания основная роль отводилась контрасту белого каррарского мрамора с большой площадью тёмно-синих витражей, что придавало резиденции торжественный и официальный вид. Интерьеры здания были украшены классическим казахским орнаментом, пластика орнаментальных мотивов использовалась и в организации внутреннего пространства. Круглый в плане купол Зала приемов был обрамлён рельефным рисунком по мотивам Каргалинской диадемы. К западу от резиденции был разбит парк, который украшали произведения современного искусства.

## Статус памятника
16 октября 2000 года архитектурный комплекс резиденции был внесён в реестр памятников истории и культуры республиканского значения.
После повреждений, полученных во время протестов в Алматы в январе 2022 года, резиденция была исключена из списка памятников истории и культуры республиканского значения приказом и. о. Министра культуры и спорта Казахстана от 27 апреля 2022 года. По истечении десяти календарных дней после публикации приказ был введён в действие.